# بمب‌گذاری ۱۹۸۷ هایپرکور
بمب‌گذاری ۱۹۸۷ هایپرکور (انگلیسی: 1987 Hipercor bombing) یک حمله خودرو انفجاری توسط سازمان جدایی‌طلب باسک (اتا) بود که در ۱۹ ژوئن ۱۹۸۷ در مرکز خرید هایپرکور، بارسلونا رخ داد. در این بمب‌گذاری ۲۱ تن کشته و ۴۵ تن زخمی شدندکه مرگبارترین حمله در تاریخ عملیات اتا بوده‌است.بعد از این حمله بحث و جدل فراوانی بین مقامات اسپانیایی دربارهٔ هشدارهای تلفنی که قبل از این حمله وجود داشت درگرفت.

## محکومیت
سانتیاگو آروسپاید معروف به سانتی پوتروس و رافائل کاراید سایمون نتنسد به خاطر نقششان در این حمله به ۷۹۰ سال زندان محکوم شدند. هر دو آروسپاید و سایمون اعضای گروه جدایی‌طلب باسک اتا بودند.